# Ганс-Вернер Краус
Ганс-Вернер Краус (нім. Hans-Werner Kraus; 1 липня 1915, Заальфельд — 25 серпня 1990, Алльгой) — німецький офіцер-підводник, капітан-лейтенант крігсмаріне. Кавалер Лицарського хреста Залізного хреста.

## Біографія
8 квітня 1934 року вступив на флот. Служив на легкому крейсері «Кенігсберг». У жовтні 1939 року переведений в підводний флот. Служив 1-м вахтовим офіцером на підводному човні U-47; до листопада 1940 року плавав з Гюнтером Пріном. 8 лютого 1941 року призначений командиром U-83, на якому зробив 9 походів (провівши в морі в цілому 212 днів). Під час третього походу 18 грудня 1941 року пройшов через Гібралтар в Середземне море. 21 вересня 1942 року відкликаний до Німеччини, а 28 листопада 1942 року отримав в командування U-199 (Тип IX-D2). 13 травня 1943 року вийшов в похід, а 31 липня човен був потоплений на схід від Ріо-де-Жанейро глибинними бомбами американського бомбардувальника «Марінер» та бразильських літаків «Каталіна» і «Хадсон». 49 членів екіпажу загинули, 12 (включаючи Крауса) були врятовані і взяті в полон.
Всього за час бойових дій потопив 8 кораблів загальною водотоннажністю 12 702 тонни і пошкодив 2 кораблі водотоннажністю 9336 тонн.
| Дата            | Назва корабля                     | Тип                                            | Тоннаж | Вантаж                                                                                                   | Екіпаж | Загинули                 | Країна             | Конвой |
| --------------- | --------------------------------- | ---------------------------------------------- | ------ | --- | ------ | ------------------------ | ------------------ | ------ |
| 12 жовтня 1941  | Corte Real                        | Торговий папоплав                              | 2,044  | Кора пробкового дерева, барвники, годинники, вино та консерви. Значна частина вантажу була контрабандою. | 42     | 0                        | Португалія         |        |
| 26 жовтня 1941  | HMS Ariguani (F105) (пошкоджений) | Корабель катапультування винищувача            | 6,746  | | ?      | 2                        | Британська імперія | HG-75  |
| 17 березня 1942 | Crista (пошкоджений)              | Торговий теплохід                              | 2,590  | 2100 тонн мазуту в контейнерах                                                                           | 39     | 7                        | Британська імперія | AT-34  |
| 8 червня 1942   | Said                              | Торговий пароплав                              | 231    | 50-60 тонн генеральних вантажів, включаючи тютюн                                                         | 14     | 5                        | Єгипет             |        |
| 8 червня 1942   | Esther                            | Вітрильник                                     | 100    | Продукти харчування, включаючи квасолю та овочі                                                          | ?      | всі                      | Палестина          |        |
| 9 червня 1942   | Typhoon                           | Вітрильник                                     | 175    | Пиломатеріали                                                                                            | ?      | 0                        | Палестина          |        |
| 13 червня 1942  | HMS Farouk                        | Корабель-пастка (двощоглова шхуна)             | 96     | | 18     | 9                        | Британська імперія |        |
| 17 серпня 1942  | Princess Marguerite               | Військовий транспорт (колишній паровий лайнер) | 5,875  | 998 військовослужбовців                                                                                  | 1123   | 58 (з них 53 військових) | Канада             |        |
| 4 липня 1943    | Changri-Lá                        | Вітрильник                                     | 20     | | 10     | 10                       | Бразилія           |        |
| 24 липня 1943   | Henzada                           | Торговий пароплав                              | 4,161  | 2095 тонн хімікатів                                                                                      | 64     | 2                        | Британська імперія |        |

З серпня 1943 року утримувався в Форт-Гант, з вересня — в Кроссвіллі, з січня 1944 року — в Папаго-парку. У ніч на 24 грудня 1944 року разом з 24 військовополоненими втік. Разом з іншим полоненим Гельмутом Дрешером пройшов 43 милі, але через тиждень вони були схоплені. 22 травня 1946 року звільнений.

## Звання
- Кандидат в офіцери (8 квітня 1934)
- Морський кадет (26 вересня 1934)
- Фенріх-цур-зее (1 липня 1935)
- Оберфенріх-цур-зее (1 січня 1937)
- Лейтенант-цур-зее (1 квітня 1937)
- Оберлейтенант-цур-зее (1 квітня 1939)
- Капітан-лейтенант (1 листопада 1941)

## Нагороди
- Почесний знак Гітлер'югенду
- Медаль «За вислугу років у Вермахті» 4-го класу (4 роки)
- Нагрудний знак підводника (29 квітня 1940)
- Залізний хрест
  - 2-го класу (8 липня 1940)
  - 1-го класу (28 вересня 1940)
- Бронзова медаль «За військову доблесть» (Італія) (18 березня 1942)
- Відзначений у Вермахтберіхт
  - «Підводний човен під командуванням капітан-лейтенанта Крауса відзначився в операціях біля Киренаїки проти ворожого військового і транспортного судноплавства.» (22 березня 1942)
- Лицарський хрест Залізного хреста (19 червня 1942)